# Coccothrinax barbadensis
Coccothrinax barbadensis là loài thực vật có hoa thuộc họ Arecaceae. Loài này được (Lodd. ex Mart.) Becc. mô tả khoa học đầu tiên năm 1908.